# Witkowo-Osiedle
Witkowo-Osiedle – część miasta Witkowa  w Polsce, położona w województwie wielkopolskim, w powiecie gnieźnieńskim, w gminie Witkowo. 
W latach 1975–1998 położona była w województwie konińskim.